# 조지아 의회
조지아 의회(조지아어: საქართველოს პარლამენტი)는 조지아의 입법부이다.